# Mikasa Ackermann
(Mikasa Ackermann, L'attacco dei giganti.)
Mikasa Ackermann (ミカサ・アッカーマン?, Mikasa Akkāman) è un personaggio immaginario ideato da Hajime Isayama e uno dei personaggi principali del manga L'attacco dei giganti. È la sorella adottiva del protagonista, Eren Jaeger, dopo che quest'ultimo l'ha salvata da dei trafficanti di schiavi, colpevoli di aver ucciso i suoi genitori.
Mikasa compare anche nelle opere derivate, tra cui la serie televisiva anime, manga spin-off, film e videogiochi. Nei doppiaggi originali dell'anime è interpretata da Yui Ishikawa, nell'adattamento italiano invece da Elena Perino. Il personaggio è stato accolto positivamente dalla critica: sebbene sia stata elogiata per il suo carattere calmo, i critici sono rimasti molto sorpresi dal lato più dolce che mostra verso il protagonista.

## Creazione e sviluppo

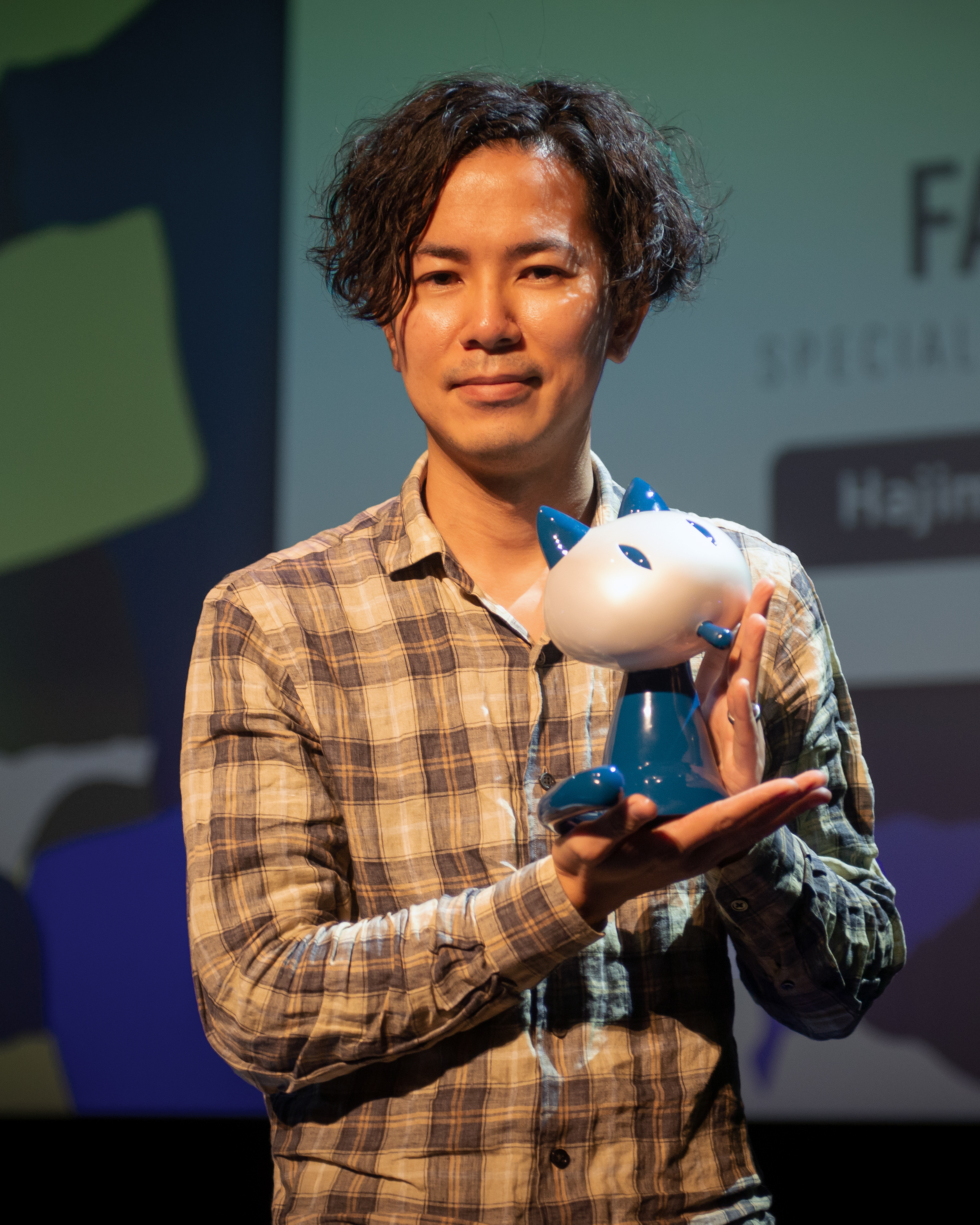
Hajime Isayama, l'autore di Mikasa Ackermann, nel 2023

Hajime Isayama si era da poco trasferito a Tokyo quando ideò Mikasa, mentre lavorava part-time. Stava facendo il turno notturno quando entrò in negozio una cliente che indossava una grossa sciarpa con uno sguardo, secondo Isayama, "accattivante". Decise di basare il design del personaggio su di lei e per questo il personaggio ha tratti asiatici in contrasto al resto del cast, come per esempio il protagonista Eren. Isayama decise che Mikasa, Rivaille e Kenny discendessero tutt'e tre dalla stessa famiglia: gli Ackermann; tuttavia affermò la stirpe non ha un'innato senso di proteggere chi gli sta a cuore, come afferma Eren nel manga, ma "fa solo parte della loro natura".

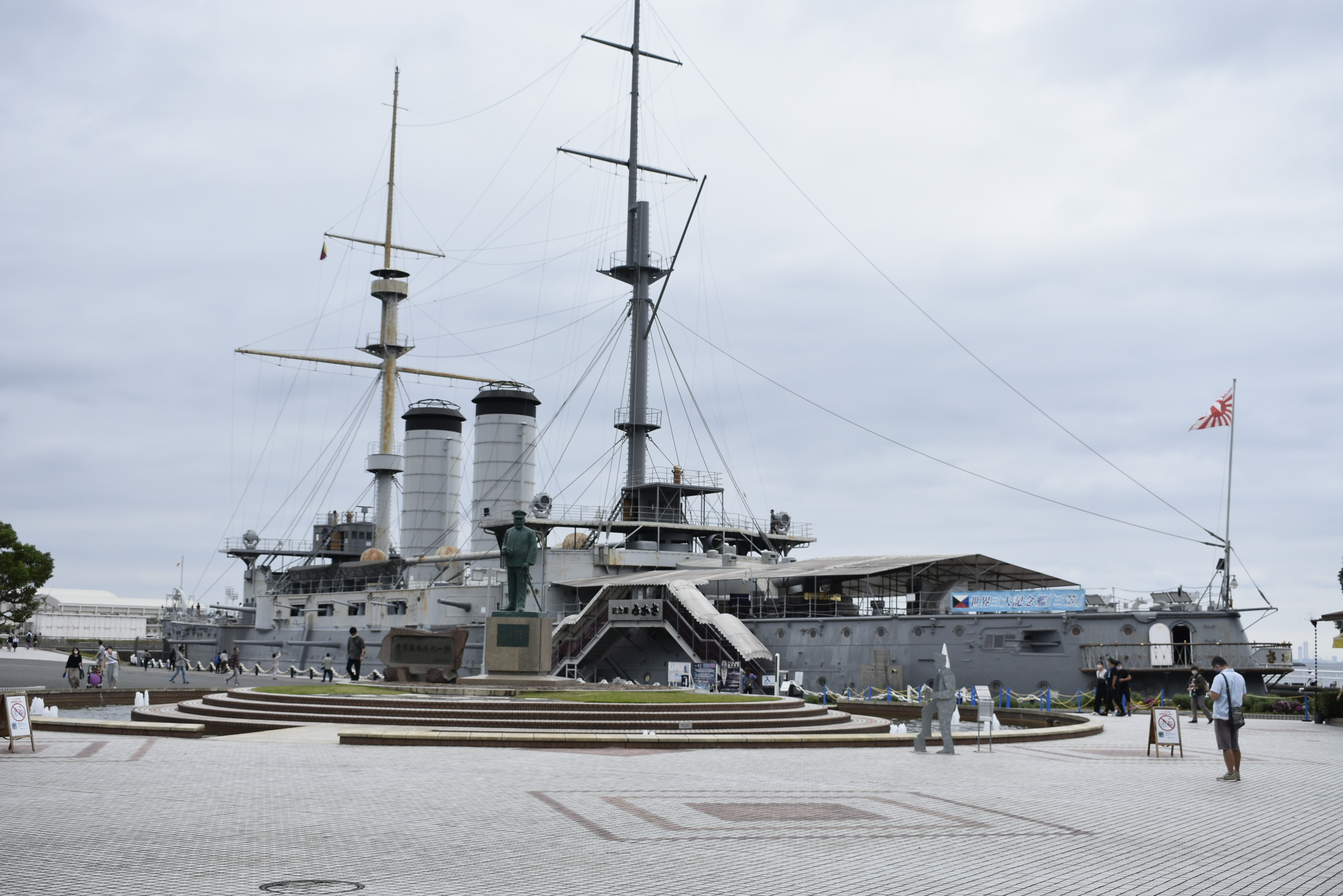
La nave da guerra Mikasa ispirò il nome del personaggio

Secondo Isayama, Mikasa è "grezza", ma ha una personalità coraggiosa. Disse che una delle maggiori ispirazioni di Mikasa è stata Caska di Berserk. Isayama trovò troppo generica l'eroina che "non fa altro che motivare l'eroe". Anche se uomini e donne hanno diverse strutture ossee e muscolari che influiscono sulla forza fisica dei due sessi, Isayama non lo trovò interessante, per questi due motivi decise di rendere Mikasa una donna che eccelle nel combattimento. L'autore volle che lo sviluppo del personaggio fosse quello di "abbandonare" il suo affetto per Eren e ritornare quella di un tempo. Isayama disse che Mikasa e Armin facevano troppo affidamento al protagonista, decidendo quindi di separarli nell'arco finale della storia. Il nome del personaggio deriva dalla nave da battaglia pre-dreadnought Mikasa. Il cognome "Ackermann" deriva dalla versione yiddish del nome tedesco che significa "colui che lavora i campi".
Il singolo Under the Tree è considerato il "tema musicale di Mikasa", in contrasto con al brano precedente dei SiM The Rumbling, che si concentrava principalmente su Eren. La copertina della canzone raffigura anche Mikasa che si è tolta la sciarpa rossa che Eren le aveva regalato quando erano bambini, simboleggiando la crepa nel rapporto tra i due personaggi.

### Doppiaggio

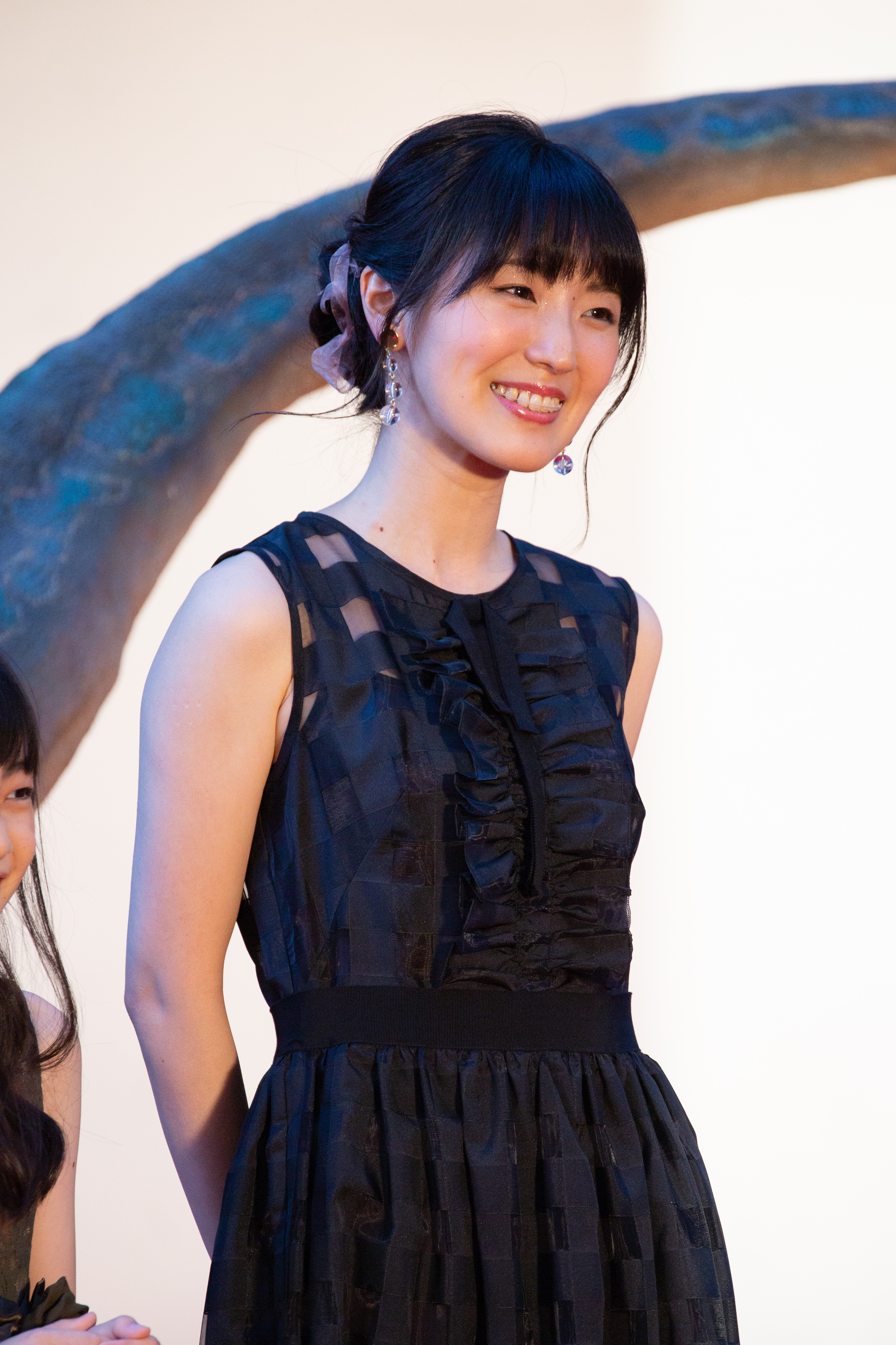
Yui Ishikawa, doppiatrice di Mikasa in lingua giapponese

Mikasa fu doppiata da Yui Ishikawa nell'edizione originale. Ishikawa non aveva letto l'opera originale finché non gli è stato richiesto per l'audizione. Dopo aver letto i primi capitoli de L'attacco dei giganti, la doppiatrice rimase affascinata dall'alone di mistero e lo sviluppo del personaggio. Ishikawa quindi si impegnò per ricevere il ruolo e fu assai sorpresa dalla popolarità che ottenne negli anni.
Nell'edizione italiana fu doppiata da Elena Perino.

### Interpretazione
Nell'adattamento live action Shingeki no kyojin - Attack on Titan del 2015, Mikasa è interpretata da Kiko Mizuhara. Mizuhara pensò che Mikasa sia un'ispirazione per molti per via della sua forza, ma anche l'amore che prova per Eren.

## Biografia
Mikasa Ackermann è un'amica d'infanzia di Eren Jaeger, il protagonista, adottata dalla sua famiglia dopo che i suoi genitori sono stati brutalmente assassinati da dei trafficanti di schiavi . È molto grata alla famiglia Jaeger, soprattutto nei confronti di Eren, che le ha salvato la vita e regalato la sua sciarpa rossa. Prima di vivere con loro, Mikasa era una bambina allegra, estroversa e gentile; ma la tragica morte dei suoi genitori ha avuto un grande impatto su di lei, facendole perdere la sua innocenza e rendendosi conto della crudeltà del mondo. Ciò l'ha portata a diventare più silenziosa e riservata, mantenendo sempre un'espressione seria e impassibile, tranne se si tratta di Eren, Armin e altri suoi amici. Visto che le ha salvato la vita, Mikasa si sente obbligata a seguire Eren e proteggerlo a tutti i costi, arrivando persino a entrare con lui nel Corpo di Ricerca. Dopo essersi diplomata al "Corpo di Addestramento", arrivando 1ª, viene considerata dai suoi superiori un prodigio senza precedenti, che vale quanto cento soldati messi insieme.  
Sebbene tecnicamente sia mezzosangue, Mikasa è l'ultima discendente conosciuta di origine asiatica residente nelle Mura. Possiede un tatuaggio sul polso con lo stemma degli Azumabito (アズマビト家?, Azumabito-ke), una famiglia della nazione orientale Hizuru (ヒィズル?)  i cui antenati migrarono dalla loro terra natia a Paradis come ambasciatori onorati, ereditato da sua madre. Mentre indagava sui soldati volontari di Marley con il Corpo di Ricerca, Eren ha rivelato a Mikasa che ha sempre odiato come lei sia "costretta" a proteggerlo a causa del suo sangue. Mikasa decide quindi di togliersi la sciarpa. Anche se ancora innamorata, Mikasa decide di unirsi all'alleanza per fermare il genocidio di Eren. Durante il climax, Eren fa vivere a Mikasa un sogno, ambientato in una realtà alternativa, in cui lei ed Eren sono fuggiti dall'esercito e vivono insieme. Eren le chiede infine di dimenticarlo dopo che sarò morto prima che Mikasa si risvegli. Lei allora si rimette la sciarpa, decidendo che non esaudirà la sua richiesta e lo uccide, dandogli un bacio sulle labbra, affermando che lo avrebbe rivisto presto. Prima di morire, Eren sblocca un ricordo ad Armin in cui gli confessa di aver sempre amato Mikasa, ma non voleva trascinare lei, Armin e i suoi amici in questo massacro. Mikasa seppellisce la testa di Eren sotto un albero su una collina vicino al distretto di Shiganshina, continuando a visitare la sua tomba mentre forma una nuova famiglia e trascorre il resto della sua vita in pace, morendo da anziana mentre indossa ancora la sciarpa di Eren.

## Poteri e abilità
Come verrà rivelato in seguito, Mikasa è una discendente della famiglia Ackermann, una stirpe Eldiana che è stata geneticamente modificata per creare "super soldati" con una forza pari a quella di un Gigante, originariamente progettati per proteggere il re di Eldia. Quando vengono messi sotto pressione, queste abilità possono consentire al discendente di "accedere" all'esperienza di battaglia degli antenati. Gli istinti Ackermann di Mikasa sono stati risvegliati per la prima volta dopo la morte dei suoi genitori, quando Eren la esortò a combattere contro i trafficanti.

## In altri media
Mikasa è apparsa in diversi videogiochi tra cui: A.O.T.: Wings of Freedom, A.O.T. 2, Valkyrie Connect, Granblue Fantasy, Disgaea RPG, The Alchemist Code, Humanity in Chains, Star Ocean: Anamnesis e molti altri. Mikasa è stata aggiunta anche in Fortnite Battle Royale.
Lisa Simpson de I Simpson appare vestita come Mikasa alla fine dell'episodio La paura fa novanta XXV.
Mikasa, insieme a Eren e Rivaille, è stata aggiunta in Mobile Legends: Bang Bang come skin di Fanny, in una collaborazione due mesi dopo l'ultimo episodio dell'anime.

## Accoglienza

### Popolarità

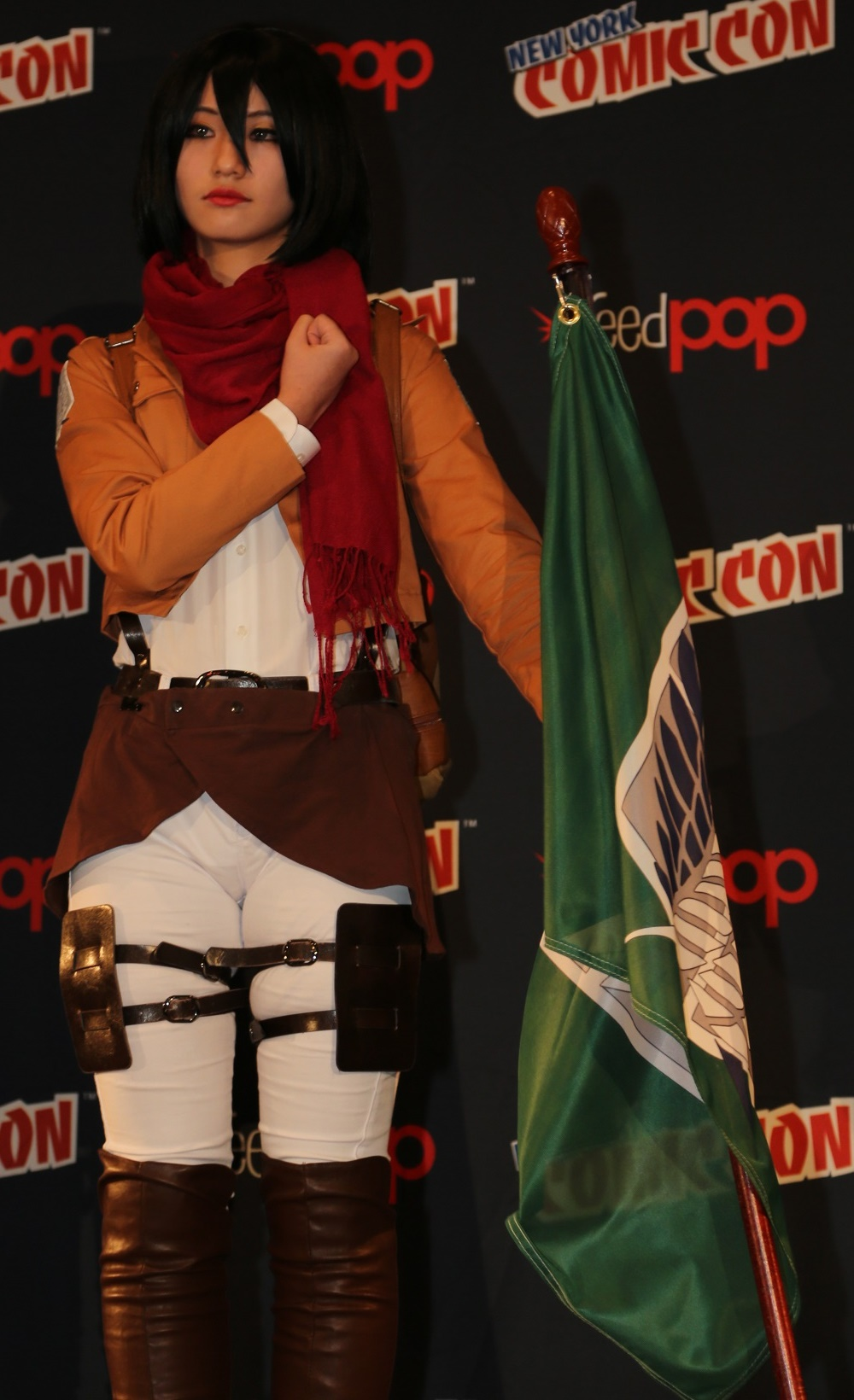
Cosplayer di Mikasa al New York Comic Con 2013

Mikasa è stata accolta positivamente dal pubblico, diventando uno dei personaggi più popolari della serie. Ha vinto nella categoria "Miglior personaggio femminile" ai Newtype Anime Awards nel 2013. Ai Newtype Anime Awards del 2017, Mikasa è arrivata 4ª nella stessa categoria. Agli "Anime Awards" di Selecta Visión, è arrivata 1ª di "Miglior personaggio principale femminile". Yui Ishikawa ha vinto il premio "Miglior doppiatrice non protagonista" per il suo ruolo come Mikasa Ackermann all'8° Seiyu Awards. Al 36° Anime Grand Prix è arrivata 2ª nella categoria "Miglior personaggio femminile". Al 3° BTVA Anime Dub Awards, la doppiatrice inglese di Mikasa, Trina Nishimura, è arrivata 1ª nella categoria "Miglior doppiaggio di un personaggio principale femminile" per la scelta del pubblico. Nel sondaggio di Funimation "Decade of Anime", Mikasa è stata arrivata tra le cinque vincitrici delle "Migliori ragazze del decennio".

### Critica
Mikasa è stata accolta positivamente dalla critica. Rose Bridges di Anime News Network ha elogiato il personaggio sia perché è un'abile eroina sia per la sua devozione verso Eren. Bridges crede che lo spin-off mostri quanto sarebbe diversa la personalità di Mikasa se avesse incontrato Eren in situazioni diverse, il che la rende ancora più interessante. Jeffrey Kauffman di Blu-ray.com ha trovato sia la storia di Mikasa che quella di Eren particolarmente violente, in particolare quando i protagonisti diventano soldati. Christina di MANGA.TOKYO elogia nell'episodio Guerriero il personaggio di Mikasa e per quanto sia violenta contro i traditori Reiner e Bertholdt.
Nicole MacLean di THEM Anime hanno trovato Mikasa molto più interessante di Eren per via della sua personalità calma e delle sue abilità notevoli, che risaltano così tanto nella storia, che MacLean consideri la serie femminista e si lamenta di quanto poco appaia Mikasa rispetto al protagonista. Elliot Gray di Japanator ha trovato Mikasa e Armin più interessanti di Eren. Anche Anna Neatrour di Manga Bookshelf pensa che il personaggio sia un bel contrasto rispetto il carattere maleducato di Eren. La dichiarazione d'amore di Mikasa a Eren è stata apprezzata sia da Cristina Aldrete di IGN che da James Beckett di Anime News Network per l'interpretazione dei doppiatori e per come la regia sia riuscita a trasformare una scena tragica in una confortante.
Riguardo la stagione finale, Daniel Kurland di Den of Geek e Carlos Carrizales di Cine PREMIERE hanno apprezzato il confronto tra Eren e gli amici Mikasa e Armin per la prima volta dopo tanto tempo, soprendendosi molto, dato che sono sempre stati gentili l'uno con l'altro. Jemima Sebastian d IGN ha trovato lo sviluppo di Eren molto ambiguo, soprattutto rispetto al flashback in cui parla con Mikasa per mostrare il loro legame. Kestrel Swift di The Fandom Post ha notato che, nonostante i suoi commenti aggressivi, questa nuova versione di Eren sembra mentire, poiché alcune generano un impatto notevole sui sentimenti di Mikasa per lui.